# Dennis Wip
Dennis Wip is een Surinaams taekwondoka en wetenschapper. In 1984 won hij zilver tijdens het Pan-Amerikaans kampioenschap taekwondo in Paramaribo. Hij is universiteitsdocent mijnbouwkunde en bestuurder aan de Anton de Kom Universiteit van Suriname (AdeKUS).

## Biografie
Dennis Wip was in de jaren rond 1980 een actief taekwondoka en nam in 1984 deel aan het Pan-Amerikaans kampioenschap taekwondo, die toen in Paramaribo werd gehouden. Hier behaalde hij zilver in de gewichtsklasse tot 68 kg.
Hij studeerde af als ingenieur (ir.) in natuurkunde en werd later universiteitsdocent mijnbouwkunde aan de AdeKUS. Hij zet zich actief in voor de bewustwording van de gevaren van  kwikvergiftiging als gevolg van kleinschalige goudwinning in Suriname. Bij de AdeKUS is hij bestuurslid (rond 2006) en voorzitter van de Vakvereniging Wetenschappelijk Personeel van de Universiteit (VWPU).
Wip trainde samen met Bing Tan de studenten die in 2014 brons behaalden tijdens de Internationale Fysica Olympiade in Astana in Kazachstan. Op sportief gebied was hij dat jaar de begeleider van studenten tijdens de Universiade in het Russische Kazan.
Op 20 november 2021 werd Wip onderscheiden als Commandeur in de Ere-Orde van de Palm.

## Palmares
- 1984:  Pan-Amerikaans kampioenschap taekwondo[2]